# Psychoda floscula
Psychoda floscula är en tvåvingeart som beskrevs av Quate 1962. Psychoda floscula ingår i släktet Psychoda och familjen fjärilsmyggor. Inga underarter finns listade i Catalogue of Life.